# Jan Chodźko
Jan Borejko Chodźko, pseudonimy: Jan ze Świsłoczy; Autor "Pana Jana ze Świsłoczy"; J. C.; Jan Ch.......; Jan ze Św.....; Jan ze Św....... herbu Kościesza; Wajżgantos, (ur. 24 czerwca 1777 w Krzywiczach, zm. 10 listopada 1851 w Mińsku) – polski powieściopisarz, dramaturg, poeta i prawnik.

## Życiorys
Urodził się w Krzywiczach jako syn Józefa (ziemianina) i Konstancji z Bujnickich. Pierwsze nauki pobierał w domu, od roku 1788 w Szkole Wydziałowej w Wilnie. Po ukończeniu nauki oddawał się gospodarowaniu na roli w Krzywiczach i Parafianowie, nie zaniedbując jednak spraw publicznych. Był założycielem i wielkim mistrzem lóż wolnomularskich w Mińsku i w Wilnie, należał do Towarzystwa Szubrawców (pseud. Wajzgantos).
Brał udział w powstaniu listopadowym, za co był zesłany na Ural.
Z Klarą z Korsaków miał trzech synów: Aleksandra, Józefa i Michała.

## Twórczość
Wielki miłośnik teatru, urządzał przedstawienia amatorskie, pisząc i tłumacząc (głównie ze Scribe'a) utwory dramatyczne. Bardzo popularny był jego utwór dla ludu „Pan Jan ze Świsłoczy, kramarz wędrujący” (1821), z powieści zaś najwyżej stoi „Pani Kasztelanowa i jej sąsiedztwo” (1837). Szerszą bibliografię twórczości podaje D.C. Chodźko: "Jan Chodźko. Obrazek życiorysowy", Teka Wileńska 1858, nr 5 i nadb.

### Ważniejsze dzieła
- Bolesław Krzywousty. Tragikomedia w 5 aktach, wyst. Wilno 1804 i nn.; wyst. również: Warszawa i inne miasta; niewydana; rękopisy: Biblioteka Narodowa (Zbiory Raperswilskie, sygn. 454; zniszczone w roku 1944), Biblioteka Narodowa (BOZ, sygn. 974)
- Krakus. Tragedia w 5 aktach, powst. 1804; fragmenty ogł.: Dziennik Wileński 1816, t. 3, nr 17, s. 394-406; pt. "Krakus, książę Polski. Tragedia oryginalnie napisana w roku 1804, dotąd drukiem nie ogłoszona", Rubon 1845, t. 5 – 1846, t. 7; wyst. Warszawa 25 lutego 1825; rękopis: Biblioteka Narodowa (BOZ sygn. 974a)
- Litwa oswobodzona, czyli przejście Niemna. Komedia oryginalna wierszem w 1 akcie, do szczęśliwego odrodzenia się ojczyzny naszej zastosowana, wyst. Mińsk 15 sierpnia 1812, wyd. Mińsk 1812; kopia rękopisu znajdowała się w Bibliotece Narodowej (Zbiory Raperswilskie, sygn. 772; zniszczona w roku 1944)
- "Mowa Jana Chodźki, byłego prezydenta 2-go departamentu mińskiego, członka Wileńskiego Towarzystwa Dobroczynności, na sesji publicznej tegoż Towarzystwa dnia 16 grudnia 1817 roku miana", wyd. w zbiorku: Posiedzenie publiczne Wileńskiego Towarzystwa Dobroczynności odbyte w Wilnie dnia 16 grudnia 1817 r., Wilno brak roku wydania, s. 17-32; rękopis znajdował się w Bibliotece im. Wróblewskich, Wilno, sygn. 877
- Pan Jan ze Świsłoczy, kramarz wędrujący, dziełko uznane przez Rząd Cesarskiego Wileńskiego Uniwersytetu za pożyteczne dla szkół parafialnych, Wilno 1821; wyd. następne: Wilno 1824; wyd. 2 Wilno 1825; zobacz: Pisma rozmaite autora "Pana Jana ze Świsłoczy", t. 11-12, (2 pierwsze wydania bez wskazania nazwiska autora; jest to przeróbka utworu M.L. de Jussieu Simon de Nantua ou le marchand forain), przekł. litewski: J. Rupejko Jonas isz Swisłoczes krominikas wędrawois..., Wilno 1823; wyd. następne: pt. Jonas Iszwisłoczius kromininkas, Wilno 1860
- "Pan Wojski. Powieść z końca XVIII wieku", Tygodnik Petersburski 1830, nr: 38-39, 42; odb. w zbiorku: Trzy powieści: Kufer i upiór, Pan Wojski, Waza etruska. Z Tygodnika Petersburskiego, r. 1830, Petersburg 1830; wyd. następne: zobacz Pisma rozmaite autora "Pana Jana ze Świsłoczy", t. 1
- Pierwsza miłość, czyli pamiątka dziecinności. Komedioopera w 1 akcie. Wolny przekład z E. Scribe, wyst. Perm' 1831; wyd. zobacz: Pisma rozmaite autora "Pana Jana ze Świsłoczy", t. 2
- Stary pan młody. Komedioopera we 2 aktach. Wolny przekład z pp. (E.) Scribe i Milesville (Mélesville), wyst. Perm' 1831; wyd. zobacz: Pisma rozmaite autora "Pana Jana ze Świsłoczy", t. 2
- Panna na wydaniu. Komedia we 3 aktach, z jednoaktowego wodewilu francuskiego E. Scribe naśladowano i zastosowano do obyczajów krajowych, wyst. Perm' 1831; wyd. zobacz: Pisma rozmaite autora "Pana Jana ze Świsłoczy", t. 4
- Kłamca prawdomówny. Komedia w 1 akcie. Przełożona z wodewilu francuskiego E. Scribe, wyst. Perm' 1831; wyd. zobacz: Pisma rozmaite autora "Pana Jana ze Świsłoczy", t. 4
- Dom zajezdny w Górach Pirenejskich. Komedioopera w 1 akcie napisana przez pp. (E.) Scribe i (Ch. G.) Delestre. Wolny przekład, wyst. Perm' 1831; wyd. zobacz: Pisma rozmaite autora "Pana Jana ze Świsłoczy", t. 6
- Niewiasta panem domu. Komedioopera w 1 akcie. Wolny przekład z francuskiego oryginału E. Srcibe, wyst. Perm' 1831; wyd. zobacz: Pisma rozmaite autora "Pana Jana ze Świsłoczy", t. 6
- Pan bez lokaja, lokaj bez pana. Komedioopera w 1 akcie. Wolny przekład (z E. Scribe i L. E. Dupaty), wyst. Perm' 1831; wyd. zobacz: Pisma rozmaite autora "Pana Jana ze Świsłoczy", t. 8
- Bogaty spadek. Komedioopera w 1 akcie. Wolne tłumaczenie pp. (L. E.) Dupaty i (E.) Scribe, wyst. Perm' 1831; wyd. zobacz: Pisma rozmaite autora "Pana Jana ze Świsłoczy", t. 8
- Pisma rozmaite autora "Pana Jana ze Świsłoczy", t. 1-6, Wilno 1837; t. 7-11, Wilno 1841; t. 12, Wilno 1842; zawartość:
  - t. 1: "Pani Kasztelanowa i jej sąsiedztwo. Powieści z końca XVIII wieku. T. 1", "Pan Wojski. Powieść z końca XVIII wieku", "Państwo Cześnikostwo
  - t. 2: "Teatr. Wolny przekład lub naśladowanie z pana Scribe i innych. T. 1", "Pierwsza miłość, czyli pamiątka dziecinności. Komedioopera w 1 akcie. Wolny przekład z E. Scribe", "Stary pan młody. Komedioopera we 2 aktach. Wolny przekład z pp. (E.) Scribe i Milesville (Mélesville)"
  - t. 3: "Pani Kasztelanowa... T. 2", "Podróż do pani Kasztelanowej", "Pani Kasztelanowa"
  - t. 4: "Teatr... T. 2", "Panna na wydaniu. Komedia we 3 aktach, z jednoaktowego wodewilu francuskiego E. Scribe naśladowano i zastosowano do obyczajów krajowych", "Kłamca prawdomówny. Komedia w 1 akcie. Przełożona z wodewilu francuskiego E. Scribe"
  - t. 5: "Pani Kasztelanowa... T. 3", "Imieniny pani Kasztelanowej", "Pani Starościna"
  - t. 6: "Teatr... T. 3", "Dom zajezdny w Górach Pirenejskich. Komedioopera w 1 akcie napisana przez pp. (E.) Scribe i (Ch. G.) Delestre. Wolny przekład", "Niewiasta panem domu. Komedioopera w 1 akcie. Wolny przekład z francuskiego oryginału E. Srcibe"
  - t. 7: "Pani Kasztelanowa... T. 7" (!, faktycznie: t. 4), "Sejmiki", "Mój stryjaszek"
  - t. 8: "Teatr... T. 4", "Pan bez lokaja, lokaj bez pana. Komedioopera w 1 akcie. Wolny przekład (z E. Scribe i L. E. Dupaty)", "Bogaty spadek. Komedioopera w 1 akcie. Wolne tłumaczenie pp. (L. E.) Dupaty i (E.) Scribe"
  - t. 9: "Pani Kasztelanowa... T. 5", "Interesa"
  - t. 10: Powieści. Dokończenie "Sąsiedztwa pani Kasztelanowej"' T. 6: I. Henryczek; II. Koroniarz(!) w Wilnie; III. Święta Bożego Narodzenia na Litwie
  - t. 11-12: Pan Jan ze Świsłoczy, kramarz wędrujący, dziełko uznane przez Rząd Cesarskiego Wileńskiego Uniwersytetu za pożyteczne dla szkół parafialnych.
- Słownik przysłów, przypowieści, zdań obyczajowych i szczególniejszych obrotów mowy polskiej. Ze skrócenia słownika S.B. Lindego oraz z wyjątków późniejszych dzieł ułożony, cz. 1-3, powst. 1830, niewydany
- Wiadomości historyczno-statystyczne o diecezji rz.-katolickiej mińskiej, cz. 1-2, powst. około roku 1845; rękopis (kopia z autografu): Biblioteka Jagiellońska, sygn. 6039; fragm. ogłoszono pt. "Zapiski śp. Jana Chodźki o niektórych kościołach na Litwie", Pamiętnik Religijno-Moralny 1859, seria II, t. 4 (tu opis kościołów w Krzywiczach i Nieświeżu)
- Modlitwy sierot, Wilno 1858
- Malarz i przędziarka albo moc przyrodzenia. Drama w 3 aktach, niewydana, rękopis znajdował się w Bibliotece im. Wróblewskich, Wilno sygn. 878
- Nimfa Niemna. Komedia (?)
- Artykuły i drobne utwory ogłaszane w czasopismach i wydawnictwach zbiorowych: Athenaeum (tu: "Korespondencja literacka" 1847-1848); Dzieje Dobroczynności Krajowej i Zagranicznej (tu m.in.: "O szkółkach parafialnych i wiejskich" 1820, s. 315-326; "Wspomnienie zmarłych członków Towarzystwa Wileńskiego Dobroczynności na publicznym posiedzeniu dnia 1 lipca 1821 r." 1821, s. 677-683); Dziennik Wileński (tu m.in.: "O eksdywizjach, czyli o podziale sądowym majątku dłużnika dla wierzycieli" 1816, t. 4, s. 194-227); Gazeta Tymczasowa Mińska (1812); Rubon (tu m.in.: "Góra Warhan" 1843, t. 3, s. 3-11; "Odrywek z powieści: Brat i siostra. Rozmowy między książęciem O., jego małżonką i ks. Pafnucym kapelanem 1845, t. 5, s. 123-135; "Myśli o zakonach mniszych w powszechności" 1846, t. 7, s. 32-38; "O trybie instrukcji publicznej w dawnym Wielkim Księstwie Litewskim po skasowaniu zakonu jezuickiego. Wyjątek z pamiętników nieogłoszonych" 1846, t. 7, s. 38-46); Tygodnik Petersburski (1830); Wiadomości Brukowe (tu m.in.: "Nowe doświadczenie magnetyczne" 1817, nr 7).

### Przekłady
- Teatr. Wolny przekład lub naśladowanie z pana Scribe i innych, zob. Twórczość
- B. Żukowski: "Dwie kartki z Historii powszechnej świata. Wyjątek z pisma ze Szwajcarii", Rubon 1843, t. 4, s. 41-49
- J.C. Lacordaire: Roztrząsania religijno-filozoficzne o najcelniejszych przedmiotach wiary ś. katolickiej, t. 1-4, rękopis powst. 1848
- Zbiór psalmów i modlitw używanych w brewiarzach kapłańskich katolickich, t. 1-4, rękopis.

### Listy i materiały
- Do I. Werowskiego z lat: 1807. 1815, 1821, ogł. S. Dąbrowski: "Jan Chodźko do Ignacego Werowskiego. (Okruchy z dziejów sceny wileńskiej)", Comoedia 1939, nr 5
- Mowy z roku 1811 i odezwy znajdowały się w Bibliotece im. Wróblewskich, Wilno, rękopis: sygn. 877
- Raporty z wizytacji szkół znajdowały się w Aktach Kuratorii Wileńskiej, rękopis: sygn. 347, 400 i w Archiwum byłego Okręgu Naukowego Wileńskiego, rękopis: sygn.: 67/1819; 36/1821; 10, 20 i 64/1822
- Raporty z wizytacji szkół na Litwie i Białorusi, rękopis: Biblioteka Narodowa (BOZ, sygn. 1742).

## Literatura dodatkowa
- Tadeusz Turkowski: Chodźko Jan. W: Polski Słownik Biograficzny. T. 3: Brożek Jan – Chwalczewski Franciszek. Kraków: Polska Akademia Umiejętności – Skład Główny w Księgarniach Gebethnera i Wolffa, 1937, s. 384–385. Reprint: Zakład Narodowy im. Ossolińskich, Kraków 1989, ISBN 83-04-03291-0
- T. 4: Oświecenie. W: Bibliografia Literatury Polskiej – Nowy Korbut. Warszawa: Państwowy Instytut Wydawniczy, 1966, s. 347-350.